# اکتور پلگرینی
اِکتور پلگرینی (اسپانیایی: Héctor Pellegrini‎؛ ‏ ۶ اوت ۱۹۳۱ – ۱ نوامبر ۱۹۹۹) بازیگر اهل آرژانتین بود. وی بین سال‌های ۱۹۶۱ تا ۱۹۸۸ میلادی فعالیت می‌کرد.
از فیلم‌ها یا برنامه‌های تلویزیونی که وی در آن نقش داشته‌است، می‌توان به آکونکاگوا و گل ایروپه اشاره کرد.